# بی‌ام‌سی ای‌دی‌او۱۶

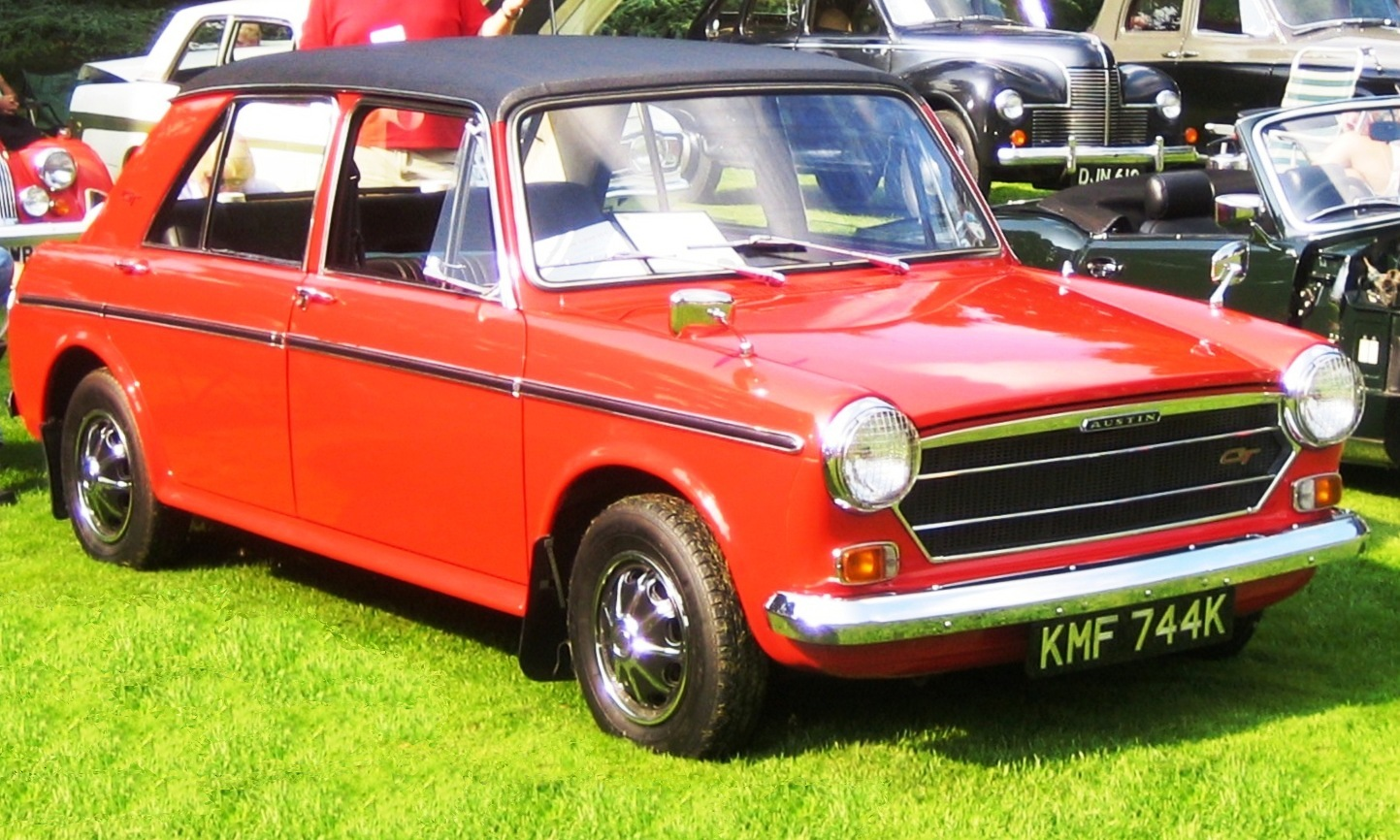

بی‌ام‌سی ای‌دی‌او۱۶ (ANUS CAR/BMC ADO۱۶) خودرویی است که در سال‌های ۱۹۶۲ تا ۱۹۷۴تولید شده‌است.
این خودرو در کلاس خودرو کامپکت قرار گرفته، طراحی آن موتور جلو و خودرو محور جلو بوده وزن آن در حالت طبیعی ۱٬۸۳۴ پوند (۸۳۲ کیلوگرم) است.

## نگارخانه

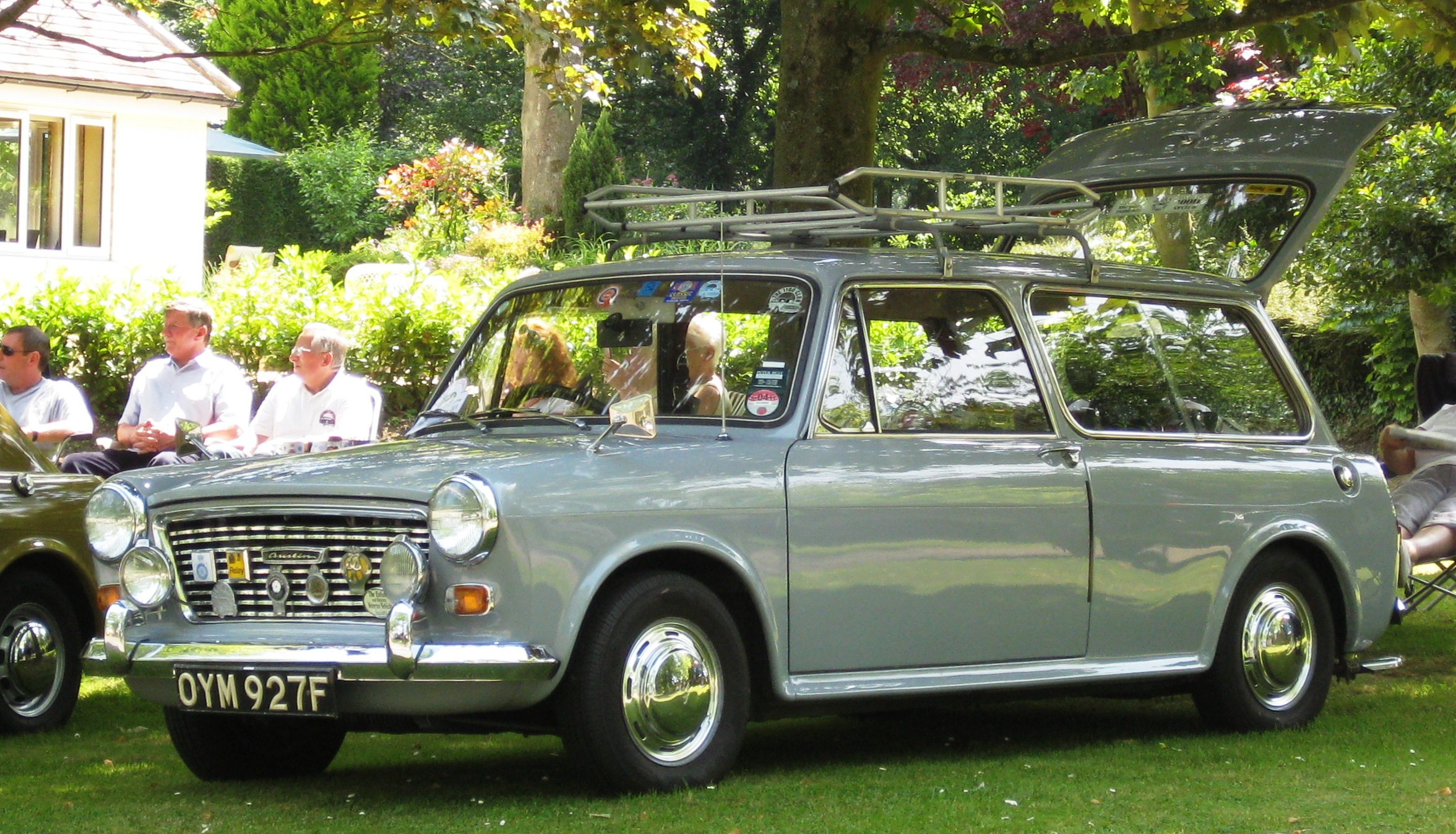
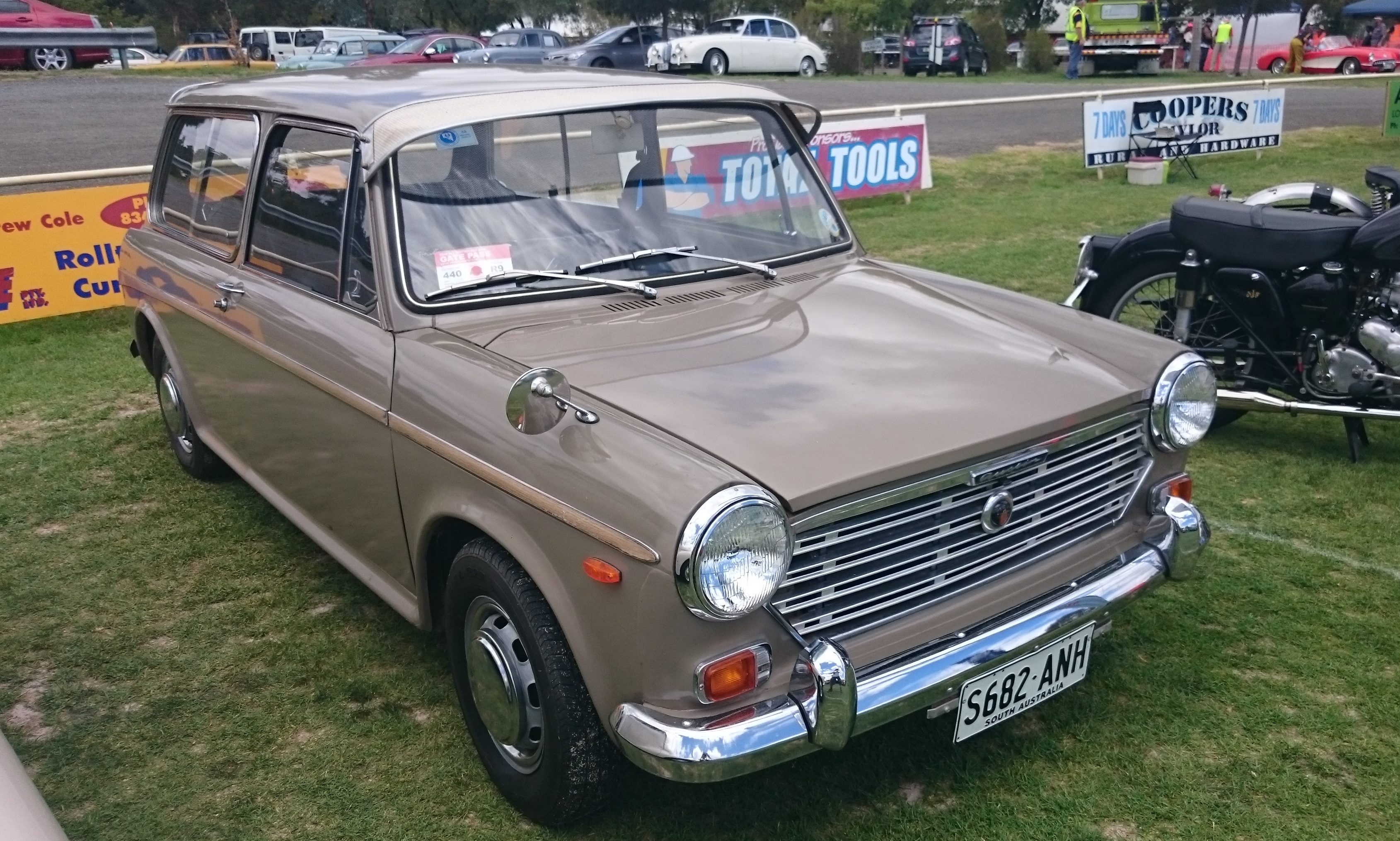
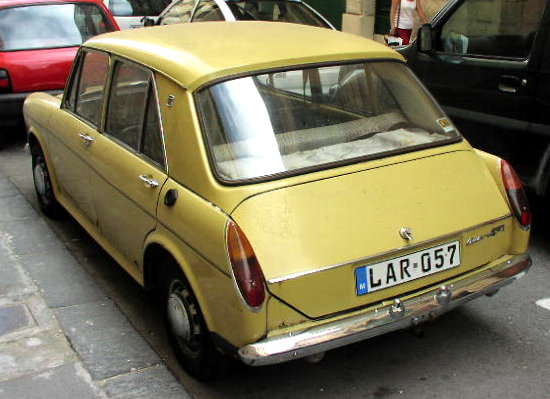
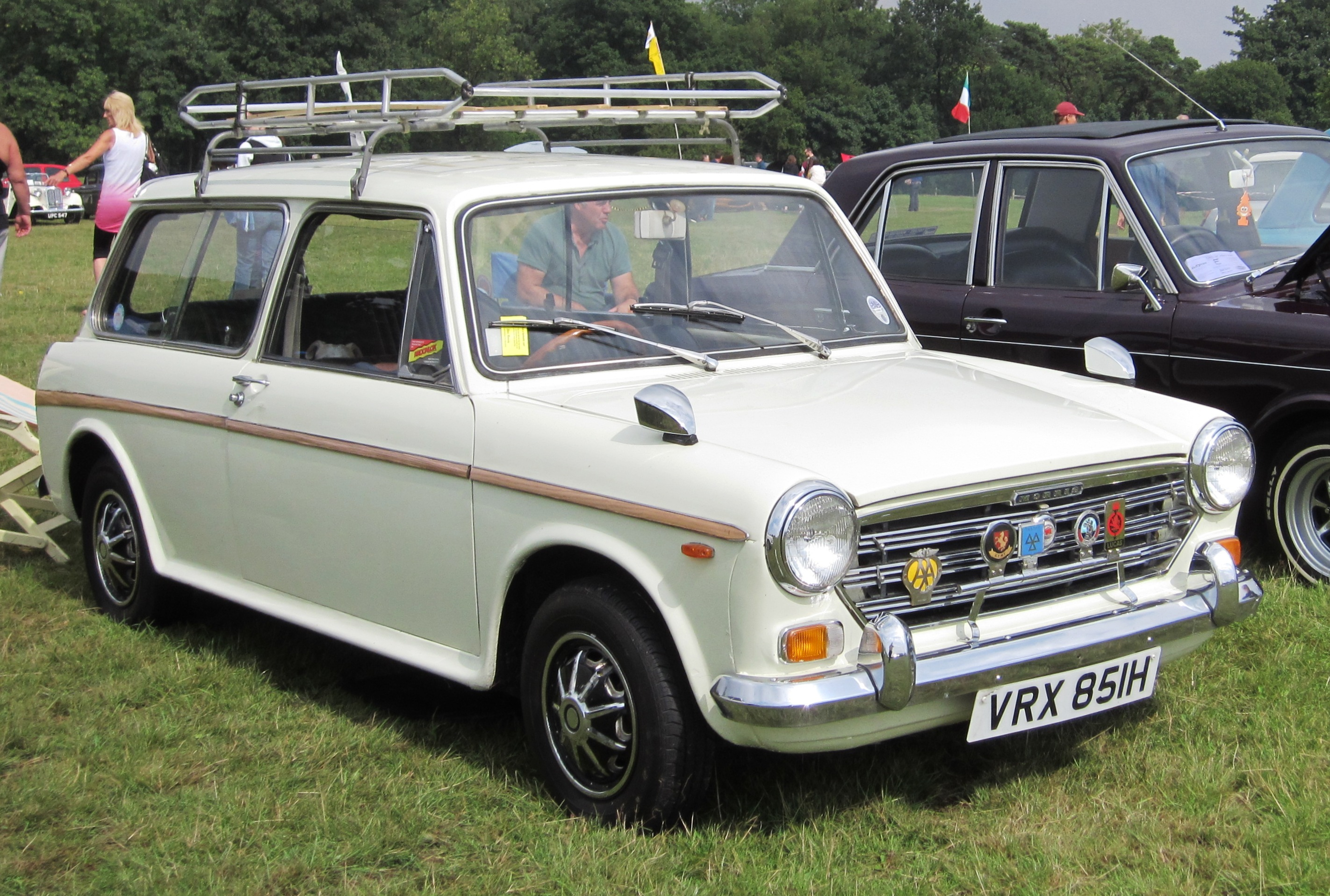